# 鄭余鎮
鄭余鎮（1946年1月12日—2025年1月7日），台灣政治人物，現為無黨籍政治人物，新北市新莊區人，曾任立法委員，卻因婚外情導致其政治生命的結束。

## 簡介
鄭鎮於台北市成淵高中畢業後，畢業於臺灣省立臺北工業專科學校，並且之後進入同校「商業自動化與管理研究所」並取得學位。1980年，新莊鎮改制為新莊市，鄭余鎮在新莊地方派系「聯合派」支持下當選新莊市第一屆市長；之後鄭余鎮於1983年當選立法委員，並且於1986年、1989年連任。
鄭余鎮為1980年代黨外運動陣營的大將，父親鄭建邦為聯合派大老、黨外運動人士。民主進步黨於1986年成立後，鄭入黨，曾經出任中央黨部社會運動部主任、中央黨部選舉對策委員會委員、台北縣黨部第一屆主任委員。但是鄭在1992年全國不分區立法委員落選後，1995年、1998年角逐台北縣立法委員都落選。直到2001年，鄭才以「鎮國元帥」之名，以近七萬票的高票當選台北縣第二選舉區立法委員。
鄭余鎮重返立法院之後不久，便與有美國公民身分、時任「鄭余鎮國會辦公室總召集人」的女藝人王筱嬋有所來往。2002年7月，鄭余鎮拋棄元配呂珮茵，與王筱嬋前往美國登記結婚，稱王筱嬋是「天上掉下來的禮物」。「天上掉下來的禮物」一度成為台灣流行語。2002年8月17日，呂珮茵發表給鄭余鎮的公開信，抨擊鄭余鎮在美國與王筱嬋重婚。此一婚外情事件稱為「鄭王戀」，引發台灣社會輿論的強烈反彈與負面觀感，民進黨因此開除鄭余鎮黨籍。一般認為：鄭余鎮因為歷次選舉失利導致財務困難，才找上王筱嬋。鄭余鎮後來與王筱嬋分手，並且回到呂珮茵身邊，但是其負面觀感已深植人心。
2003年11月，王筱嬋向台北地方法院提起訴訟，請求確認她與鄭余鎮在美國的婚姻無效。2004年2月，台北地方法院判決鄭余鎮與王筱嬋的婚姻無效，王筱嬋隨即在美國控告鄭余鎮詐欺騙婚。2004年6月10日，美國加州帕萨迪纳法院判決，鄭余鎮詐欺罪名成立。
2004年7月5日，鄭余鎮參加吳宗憲主持的東森綜合台節目《台灣眾議團》錄影，他說，他曾與王筱嬋簽切結書約定不能公開批評對方的不是，否則可以去告對方；所以無論王筱嬋如何揭露兩人之間的事，他都一貫「閉嘴」，不想惹事、也不想回應；他很後悔自己出軌，對不起老婆。說到傷心處，他當場大哭，全場都嚇一跳。 
2004年，鄭余鎮加入無黨團結聯盟，並且出任無黨團結聯盟立法院黨團幹事長；同年立法委員選舉，鄭余鎮以「重『心』（新）出發」口號於台北縣第二選舉區競選連任。2004年10月21日，鄭余鎮在TVBS-NEWS節目《新聞最前線》承認，都是「鄭王戀」害了他，希望選民再給他一次機會。2004年12月11日，鄭余鎮以995票敗北，鄭表示坦然面對失敗。
鄭余鎮之子鄭余豪是台灣團結聯盟提名的2008年立法委員選舉台北縣第四選舉區立法委員候選人，但落選。2007年12月21日，中華民國總統陳水扁來新莊市出席民進黨台北縣第四選舉區立委候選人吳秉叡造勢晚會，但場地設在鄭余豪競選總部門口，鄭余鎮憤而抨擊民進黨「居心叵測」；而在陳水扁要離場時，鄭余鎮與鄭余豪突然企圖衝向陳水扁面前抗議，被霹靂小組抬離現場。
2009年，鄭余鎮父子等人成立的「合益資產管理顧問公司」與「中華民國健康理財合作聯誼會」被控以互助會名義，於2005年11月至2007年3月吸金新台幣1800多萬元，並挪用多數款項轉投資自家公司；後因投資會員未取得獲利，會員才發現被騙，合益公司已人去樓空。2009年12月9日，台北地檢署依《中華民國刑法》詐欺罪及《銀行法》，起訴鄭余鎮父子、合益資產管理顧問公司負責人戴忠義、戴忠義之妻賴素惠等六人；鄭余鎮等人均否認犯行，強調是民間互助會的經營模式。
2012年立法委員選舉，鄭余鎮代表健保免費連線在新北市第四選舉區參選區域立法委員，落選。2011年12月3日，鄭余鎮帶著健保免費連線志工在2012年總統選舉電視辯論會場外抗議。
2013年8月16日，由於鄭余鎮與戴忠義成立合益資產管理顧問公司時未實際繳納股款新台幣1000萬元，台北地方法院依違反《公司法》判處鄭余鎮與戴忠義各拘役25天、可易科罰金新台幣2萬2500元。
2025年1月7日凌晨四時，鄭余鎮因心臟病發於國立臺灣大學醫學院附設醫院病逝，享壽79歲。2025年1月25日，鄭家於臺北市懷愛館舉行鄭余鎮告別式。